# Sabrina Esposito
Sabrina Esposito (ur. 22 października 1985 w Modenie) – włoska zapaśniczka startująca w stylu wolnym. Piąta na mistrzostwach świata w 2008. Wicemistrzyni Europy w 2004. Złota medalistka igrzysk śródziemnomorskich w 2009. Mistrzyni Europy juniorów w 2002, 2004 i 2005 roku.